# Oak Hill (Florida)
Oak Hill ist eine Stadt im Volusia County im US-Bundesstaat Florida. Das U.S. Census Bureau hat bei der Volkszählung 2020 eine Einwohnerzahl von 1.986 ermittelt. 

## Geographie
Oak Hill liegt am Atlantik sowie am Intracoastal Waterway an der Ostküste Floridas. Die Stadt befindet sich rund 50 Kilometer östlich von DeLand sowie etwa 80 Kilometer nordöstlich von Orlando.

## Demographische Daten
Laut der Volkszählung 2010 verteilten sich die damaligen 1792 Einwohner auf 1005 Haushalte. Die Bevölkerungsdichte lag bei 105,4 Einw./km². 83,1 % der Bevölkerung bezeichneten sich als Weiße, 13,9 % als Afroamerikaner, 0,4 % als Indianer und 0,5 % als Asian Americans. 0,3 % gaben die Angehörigkeit zu einer anderen Ethnie und 1,7 % zu mehreren Ethnien an. 1,7 % der Bevölkerung bestand aus Hispanics oder Latinos.
Im Jahr 2010 lebten in 21,1 % aller Haushalte Kinder unter 18 Jahren sowie 40,2 % aller Haushalte Personen mit mindestens 65 Jahren. 62,4 % der Haushalte waren Familienhaushalte (bestehend aus verheirateten Paaren mit oder ohne Nachkommen bzw. einem Elternteil mit Nachkomme). Die durchschnittliche Größe eines Haushalts lag bei 2,25 Personen und die durchschnittliche Familiengröße bei 2,75 Personen.
18,8 % der Bevölkerung waren jünger als 20 Jahre, 16,4 % waren 20 bis 39 Jahre alt, 30,4 % waren 40 bis 59 Jahre alt und 34,3 % waren mindestens 60 Jahre alt. Das mittlere Alter betrug 52 Jahre. 50,6 % der Bevölkerung waren männlich und 49,4 % weiblich.
Das durchschnittliche Jahreseinkommen lag bei 46.080 $, dabei lebten 15,4 % der Bevölkerung unter der Armutsgrenze.
Im Jahr 2000 war Englisch die Muttersprache von 97,94 % der Bevölkerung und spanisch sprachen 2,06 %.

## Sehenswürdigkeiten
Die Ross Hammock Site und das Seminole Rest sind im National Register of Historic Places gelistet.

## Verkehr
Oak Hill wird vom U.S. Highway 1 und von der Florida East Coast Railway durchquert. Der nächste Flughafen ist der rund 50 Kilometer nördlich gelegene Daytona Beach International Airport.

## Kriminalität
Die Kriminalitätsrate lag im Jahr 2010 mit 633 Punkten (US-Durchschnitt: 266 Punkte) im hohen Bereich. Es gab sechs Vergewaltigungen, einen Raubüberfall, fünf Körperverletzungen, 23 Einbrüche, 45 Diebstähle, sieben Autodiebstähle und eine Brandstiftung.